# The Heart of Maryland (film, 1927)
Pour plus de détails, voir Fiche technique et Distribution.
The Heart of Maryland  est un film d'espionnage américain réalisé par Lloyd Bacon et sorti en 1927. Le film est une adaptation de la pièce de théâtre du même nom écrite par David Belasco et jouée à New York le 22 octobre 1895.
Une copie incomplète du film est conservée à la Bibliothèque du Congrès.

## Synopsis
Maryland Calvert (Dolores Costello) est un belle fille du Sud. Lorsque la guerre civile éclate, son allégeance à la Confédération ne fait aucun doute. Mais pas à Alan Kendrick (Jason Robards Sr.), son fiancé fils d'un général en Virginie, qui se joint à l'armée de l'Union. Thorpe (Warner Richmond), également amoureux de Maryland, est expulsé de l'armée et devient un espion confédéré. C'est lui qui orchestre l'arrestation de Kendrick, emprisonné et condamné à être fusillé. Mais Maryland vient à son secours.

## Fiche technique
- Titre original : The Heart of Maryland
- Réalisation : Lloyd Bacon
- Scénario : Charles Graham Baker d'après la pièce de théâtre écrite par David Belasco
- Direction artistique : Hal Mohr
- Société de production : Warner Bros.
- Société de distribution : Warner Bros.
- Pays d'origine :  États-Unis
- Langue originale : anglais
- Format : noir et blanc — 35 mm — 1.33:1 — muet — Vitaphone
- Genre : drame
- Durée : 60 minutes
- Date de sortie :
  - États-Unis : 23 juillet 1927

## Distribution
- Dolores Costello : Maryland Calvert
- Jason Robards Sr. : Major Alan Kendrick
- Warner Richmond : Capitaine Fulton Thorpe
- Helene Costello : Nancy
- Carroll Nye : Lloyd Calvert
- Charles Edward Bull : Abraham Lincoln
- Erville Alderson : Major général Kendrick
- Paul Kruger : Tom Boone
- Walter Rodgers : Général U.S. Grant
- Jim Welch : Général Robert E. Lee
- Orpha Alba : Mammy
- Myrna Loy : Mulatta
- Harry Northrup : Général Joe Hooker
- Nick Cogley : Eli Stanton
- Lew Short : Allan Pinkerton
- Leonard Mellon : Young Stewrt
- Madge Hunt : Mme Abraham Lincoln
- Charles Force : Colonel Lummon
- Francis Ford : Jefferson Davis
- Ruth Cherrington : Mme Gordon
- S.D. Wilcox : Général Winfield Scott